# Velódromo de Aguadilla
O Velódromo de Aguadilla é o nome que recebe uma instalação desportiva localizada na localidade de Aguadilla no estado livre sócio de Porto Rico, uma ilha caribenha vinculada a Estados Unidos. Trata-se de um dos três principais velódromos no Porto Rico sendo os outros os do Country Clube e o de Coamo. Tem capacidade para 600 espectadores e foi construído nos terrenos que antes ocupava uma antiga base aérea (Ramey).
O espaço foi subsede dos eventos de ciclismo nos XXI Jogos Centro-americanos e das Caraíbas Teve um custo aproximado de 2,4 milhões de dólares, e após os jogos tem sido usado como centro de treinamento para atletas locais.